# Zoem in op Maggie
Zoem in op Maggie (Engels: Buzz on Maggie) is een Amerikaanse animatieserie over een 12- à 13-jarige vlieg genaamd Maggie, die ervan droomt om rockster te worden.
In Nederland was de serie te zien op Net5 onder het programma genaamd Disney feest. Ook was de serie te zien in de Verenigde Staten op Disney Channel sinds 17 juni 2005 en de laatste aflevering werd uitgezonden op 27 mei 2006. In Vlaanderen verscheen de reeks op Ketnet sinds 26 januari 2009 en verdween het programma na 26 juni 2009 van de Vlaamse buis.

## Personages
Maggie Peskyis een 12/13-jarige vlieg die ervan droomt om een rockster te worden. Zij wordt vaak gezien met haar beste vriendin Rayna.
Aldrin Peskyis 15/16 jaar oud en is Maggies grote broer. Hij is goed in voetbal.
Pupert Peskyis een kleine schattige 7-jarige vlieg. Hij wordt ook vaak gezien met haar grote zus Maggie.
Chauncey Peskyis de vader 40/45-jarige vader van Maggie.
Frieda Peskyis de moeder van Maggie en de vrouw van Chauncey.
Bella Peskyis het 0-jarige kleine zusje van Maggie. Zij is de allerjongste uit de familie Pesky.
Rayna Cartflightis de 12/13-jarige beste vriendin van Maggie en ze worden vaak met elkaar gezien.
Dawn Swatworthyis de liefde van Aldrin en Maggies aartsvijand.

## Cast (Nederland)
- Maggie - Eva Burmeister
- Aldrin - Huub Dikstaal
- Pupert - Anneke Beukman
- Chauncey - Jan Nonhof
- Frieda - ?
- Rayna - ?
- Dawn - ?

## Zoem in op Maggie op tv
- Verenigde Staten - Disney Channel
- Nederland - Net5
- België - Ketnet
- Frankrijk - Toon Disney
- Italië - Toon Disney
- Latijns-Amerika - Disney Channel